# ديريك ثيلر
 ديريك ثيلرمن مواليد (29 أكتوبر 1986) هو ممثل وعارض ازياء أمريكي، له العديد من الادوار في التلفاز والسينما.

## مهنة التمثيل
بدأ ديريك ثيلر مهنة التمثيل في عام 2009 , حيث مثل في العديد من المسلسلات التلفيزيونية كأدوار ثانوية مثل : ذا ميدل و بلدة كوغار و ذا هيلز .
بين ادوار التمثيل، ظهر ثيلر كعارض في اعلانات تلفيزيونية، حصل على أول دور له في اعلان كوكاكولا الخالية من السكر في عام 2009 ., و تلاها حملة ستيت فارم , حيث لعب «رجل مثير» استحضر من قبل ثلاث نساء. وكان أيضا في اعلانات تجارية ل نايكي و أربي و فيرايزون وايرلس و كاياك . كوم .
بعيدا عن التمثيل، لقد كان منتجا تنفيذيا وكاتبا لفيلما قصيرا يدعى التسلل . في وقت فراغه يستمتع بلعب كرة القدم الأمريكية والسباحة، يقطن حاليا في لوس انجيلس .
و في عام 2012 , حصل ديريك ثيلر على أول دور رئيسي له في المسلسل الكوميدي والد الطفلة الذي عرض على فري فورم . حيث لعب دور داني ويلر الشقيق الأكبر شخصية العنوان. وفي نفس العام أيضا تألق ثيلر في لعب دور ريجنز في مسلسل الويب مشروع سيرا .
قام بدور بطولة في فيلم قاتل سمك القرش بدور تشيس والكر عام 2015 , والذي صدر في 16 يونيو عام 2015 عبر التنزيل الرقمي . لعب فيه ثيلر دور قاتل سمك قرش الذي يطارد سمكة قرش ذات زعنفة سوداء الذي ابتلع ماسة ذات قيمة اثناء صفقة عصابة. كما انه لعب دور جوردن في فيلم العيد بعنوان (كيف حصلت سارة على جناحيها) , و الذي صدر على فيديو عند الطلب في الأول من نوفمبر عام 2015 و عرض الفيلم على تلفاز لون في 6 ديسمبر لنفس العام .
وفي نوفمبر من عام 2015 , تعاون ثيلر مع فاني اور داي في فيديو ساخر يدعى (الصرف الصحي ليشكاغو) شيكاغو سانيتيشن. مثل أيضا في الفيلم العائلي الصيف السري في دور جايك كينمان، الذي صدر في 2016 على فيديو حسب الطلب وعلى اليوتيوب . وفي نفس العام ظهر في معركة اميرة الراب بدور صياد، الذي صدر على اليوتيوب.
و قام بدور كريس في الفيلم القصير بعنوان حب اخوي إلى جانب كريستا كالموس عام 2017. وفي نفس العام اختير للعب دور كريج هوليز / الخالد في سلسله المخططة من (مارفيل ) يدعى المحاربون الجدد. تم الغاء المسلسل لعدم توزيعه بشكل جيد. كان ضيفا في حلقة لمسلسل ربة منزل امريكية الكوميدي الذي قام فيه بدور دريك. اما في عام 2018 فقد لعب دور اريك في نينجاك ضد الكون الشجاع.  كما انه كان ضيفا لمسلسل اليوتيوب واين بدور كونان وايضا بدور دونار العظيم في مسلسل الهة الأمريكية وبدور راين في المسلسل الكوميدي دول فيس (وجه اللعبة) .
في 24 سبتمبر 2019 ، تم إختيار ثيلر للعب دور ساسكواتش في مسلسل العسكري التابع لشبكة باراماونت 68 ويسكي.

## الحياة الشخصية
لحق ثيلر بجامعة ولاية كولورادو في فورت كولينز، وتم تشخيصه بمرض السكري من النوع الأول في السن الثالثة. حضر جامعة ولاية كولورادو في فورت كولينز كولورادو.

## فيلموغرافيا

### فيلم
| عام  | عنوان                     | وظيفة            | ملاحظات   |
| ---- | ------------------------- | ---------------- | --------- |
| 2009 | G الحب                    | جرف              | قصيرة     |
| 2010 | التدخل                    | مايك مايرز       | قصيرة     |
| 2010 | عيد الحب                  | مدلك             | غير معتمد |
| 2010 | احصل عليه إلى اليونانية   | ضيف عادي         | غير معتمد |
| 2011 | كاثرين هيغل يكره الكرات   | نموذج            | فيلم قصير |
| 2011 | معسكر فيرجينوفيتش         | ديريك مور        |           |
| 2015 | قاتل القرش                | تشيس ووكر        |           |
| 2015 | كيف حصلت سارة على جناحيها | جوردن            |           |
| 2015 | الصرف الصحي في شيكاغو     | عامل الصرف الصحي | فيلم قصير |
| 2016 | الصيف السري               | جيك كينمان       |           |
| 2017 | حب أخوي                   | كريس             | فيلم قصير |

### التلفاز
| عام       | عنوان                       | وظيفة                     | ملاحظات                                    |
| --------- | --------------------------- | ------------------------- | ------------------------------------------ |
| 2007      | ذا هيلز                     | نفسه                      | ضيف الشرف في الحلقة "عام جديد، أصدقاء جدد" |
| 2009      | بلدة كوغار                  | شاطئ غاي                  | حلقة "اثنان من المسلحين" (غير معتمدة)      |
| 2009      | ذا ميدل                     | رجل الصوت                 | حلقة "الخدش" (غير معتمدة)                  |
| 2009-2010 | عرض الليلة مع كونان أوبراين | دراجة شرطي / لوكي         | غير معتمد                                  |
| 2010      | مصاص دماء الزومبي بالذئب    | ديريكتور                  |                                            |
| 2011      | كونان                       | كل النجوم / ثور           |                                            |
| 2011      | 90210                       | شون                       | 2 حلقات                                    |
| 2012      | مشروع SERA                  | ريجينز                    | سلسلة الويب                                |
| 2012-2017 | والد طفلة                   | داني ويلر                 | دور أساسي؛ 100 حلقة                        |
| 2017      | ربة منزل أمريكية            | ديرك، الخنزير الهامس      | الحلقة: "The Pig Whisperer"                |
| 2018      | المحاربين الجدد في Marvel   | كريج هوليس / السيد الخالد | طيار التلفزيون                             |
| 2019      | واين                        | كونان                     | الحلقة: "Buckle The F ** k Up"             |
| 2019      | الآلهة الأمريكية            | دونار الكبير              | الحلقة: "دونار العظيم "                    |
| 2019      | دمية الوجه                  | ريان                      | الحلقة: "F *** Buddy"                      |
| 2020      | 68 ويسكي                    | ساسكواتش                  | دور أساسي                                  |

### مسلسلات الويب
| عام  | عنوان                  | وظيفة      | ملاحظات |
| ---- | ---------------------- | ---------- | ------- |
| 2016 | معركة امية الراب       | صياد       |         |
| 2018 | نينجاك ضد الكون الشجاع | XO Manowar |         |

### موسيقى
| عام  | عنوان                 | وظيفة               | ملاحظات     |
| ---- | --------------------- | ------------------- | ----------- |
| 2009 | ريهانا - هارد مع جيزي | الجندي الحقيقي # 10 | ممثل / عارض |

## جوائز وترشيحات
| عام  | جائزة                  | الفئة                                    | العمل المرشح | نتيجة |
| ---- | ---------------------- | ---------------------------------------- | ------------ | ----- |
| 2013 | جوائز اختيار المراهقين | اختيار التلفزيون: الاختراق               | والد طفلة    | رُشِّح   |
| 2016 | جوائز اختيار المراهقين | Choice TV: Liplock: مشترك مع تشلسيا كاين | والد طفلة    | رُشِّح   |

## روابط خارجية
- ديريك ثيلر على موقع IMDb (الإنجليزية)
- ديريك ثيلر على موقع قاعدة بيانات الفيلم (الإنجليزية)
- الموقع الرسمي
- ديريك ثيلر في قاعدة بيانات الأفلام على الإنترنت

1. ↑  Terrones، Terry. "MEDIA BUZZ: Q&A with actor and Colorado-native Derek Theler". ColoradoSprings.com. مؤرشف من الأصل في 2013-01-01. اطلع عليه بتاريخ 2013-01-13.
2. ↑  Corriston، Michelle (11 يوليو 2012). "Baby Daddy: Derek Theler Talks About His New Hit Show". College Magazine. مؤرشف من الأصل في 2013-11-12. اطلع عليه بتاريخ 2013-08-03.
3. ↑  "Coca-Cola Zero NANODISK". YouTube. مؤرشف من الأصل في 2016-03-07. اطلع عليه بتاريخ 2013-08-03.
4. ↑  "State Farm "Like a Good Neighbor" Darkside Ad". YouTube. مؤرشف من الأصل في 2019-11-05. اطلع عليه بتاريخ 2013-08-03.
5. ↑  "Derek Theler - Biography". IMDb. مؤرشف من الأصل في 2017-08-19. اطلع عليه بتاريخ 2013-08-03.
6. ↑  ديريك ثيلر في قاعدة بيانات الأفلام على الإنترنت
7. ↑  "Derek Theler plays Danny Wheeler". Baby Daddy. ABC family. مؤرشف من الأصل في 2012-09-16. اطلع عليه بتاريخ 2012-08-09.
8. ↑  Lowry، Brian (18 يونيو 2012). "Baby Daddy". The Los Angeles Times. مؤرشف من الأصل في 2020-07-03. اطلع عليه بتاريخ 2013-03-15.
9. ↑  "Project: S.E.R.A - Original Sci-Fi Series - Episode 1 of 6". YouTube. 30 يناير 2013. مؤرشف من الأصل في 2019-08-26. اطلع عليه بتاريخ 2015-09-02.
10. ↑  "Shark Killer". iTunes. مؤرشف من الأصل في 2016-03-05. اطلع عليه بتاريخ 2015-06-16.
11. ↑  "How Sarah Got Her Wings on iTunes". iTunes. مؤرشف من الأصل في 2016-03-06. اطلع عليه بتاريخ 2015-11-03.
12. ↑  "Networks begin eight weeks of Christmas movies". Gusto. مؤرشف من الأصل في 2016-03-04. اطلع عليه بتاريخ 2015-11-03.
13. ↑  "Serial Scoop: ION Movie 'How Sarah Got Her Wings' Premieres Tonight, Stars Lindsey Gort, Derek Theler". www.serialscoop.com. مؤرشف من الأصل في 2018-04-11. اطلع عليه بتاريخ 2015-12-07.
14. ↑  "Chicago Sanitation". Funny Or Die. مؤرشف من الأصل في 2018-08-06. اطلع عليه بتاريخ 2015-11-20.
15. ↑  "Secret Summer Movie". مؤرشف من الأصل في 2019-03-30.
16. ↑  Whitney Avalon (6 أبريل 2016)، FREYA vs RAVENNA: Princess Rap Battle (Laura Marano, Derek Theler, Whitney Avalon)، مؤرشف من الأصل في 2019-11-25، اطلع عليه بتاريخ 2016-04-07
17. ↑  Lovett، Jamie (8 أكتوبر 2016). "Ninjak Vs. The Valiant Universe Trailer Released At NYCC". ComicBook.com. مؤرشف من الأصل في 2019-04-19.
18. ↑  DJI (14 فبراير 2017)، DJI - Brotherly Love (A Short Film for Valentine's Day)، مؤرشف من الأصل في 2017-04-05، اطلع عليه بتاريخ 2017-02-28
19. ↑  Petski, Denise (10 Jul 2017). "'Marvel's New Warriors' Sets Cast; Milana Vayntrub Is Squirrel Girl". Deadline (بالإنجليزية الأمريكية). Archived from the original on 2019-10-25. Retrieved 2017-07-11.
20. ↑  "Marvel's 'New Warriors' Sets Its Cast — Including Squirrel Girl (Exclusive)". The Hollywood Reporter (بالإنجليزية). Archived from the original on 2020-06-28. Retrieved 2017-07-11.
21. ↑  Polito، Thomas (15 سبتمبر 2019). "Exclusive: Marvel's 'New Warriors is Dead; Superhero Show Fails to Find a New Home". The GWW. مؤرشف من الأصل في 2019-09-16. اطلع عليه بتاريخ 2019-09-15.
22. ↑  "Dirk - American Housewife | TVmaze". www.tvmaze.com (بالإنجليزية). Archived from the original on 2019-04-17. Retrieved 2017-11-08.
23. ↑  "Valiant Entertainment". Valiant Entertainment. مؤرشف من الأصل في 2019-12-27. اطلع عليه بتاريخ 2018-04-22.
24. ↑  Stephens, Emily L. "Drumroll, please, as American Gods comes to the cabaret". TV Club (بالإنجليزية الأمريكية). Archived from the original on 2020-05-28. Retrieved 2019-04-16.
25. ↑  "Derek Theler on Instagram: "It's official, @hulu just dropped the first season of Dollface and @katdenningsss is amazing and hilarious. I had a great time working on…"". Instagram (بالإنجليزية). Archived from the original on 2020-07-03. Retrieved 2019-11-23.
26. ↑  Petski, Denise (24 Sep 2019). "'68 Whiskey': Derek Theler, Beth Riesgraf & Lamont Thompson Among Six Cast In Paramount Network Series". Deadline (بالإنجليزية). Archived from the original on 2019-12-19. Retrieved 2020-01-12.
27. ↑  "The Reel Deal: Derek Theler Q&A". 303 Magazine. مؤرشف من الأصل في 2018-08-06.
28. ↑  Petski، Denise (24 سبتمبر 2019). "'68 Whiskey': Derek Theler, Beth Riesgraf & Lamont Thompson Among Six Cast In Paramount Network Series". Deadline Hollywood. مؤرشف من الأصل في 2019-12-19. اطلع عليه بتاريخ 2019-11-29.